# Preux-au-Sart
Preux-au-Sart és un municipi francès, situat a la regió dels Alts de França, al departament del Nord. L'any 2006 tenia 264 habitants.

## Demografia
| 1962                                       | 1968 | 1975 | 1982 | 1990 | 1999 |
| ------------------------------------------ | ---- | ---- | ---- | ---- | ---- |
| 238                                        | 239  | 267  | 236  | 246  | 233  |
| Des de 1962: població sense dobles comptes |      |      |      |      |      |

## Administració
| Període   | Identitat      | Partit |
| --------- | -------------- | ------ |
| 1989-1995 | Marcel Portier |        |
| 1995-     | Gérard Cauchy  |        |